# Böhlefeldshaus
Böhlefeldshaus ist eine Hofschaft in Radevormwald im Oberbergischen Kreis im nordrhein-westfälischen Regierungsbezirk Köln in Deutschland.

## Lage und Beschreibung

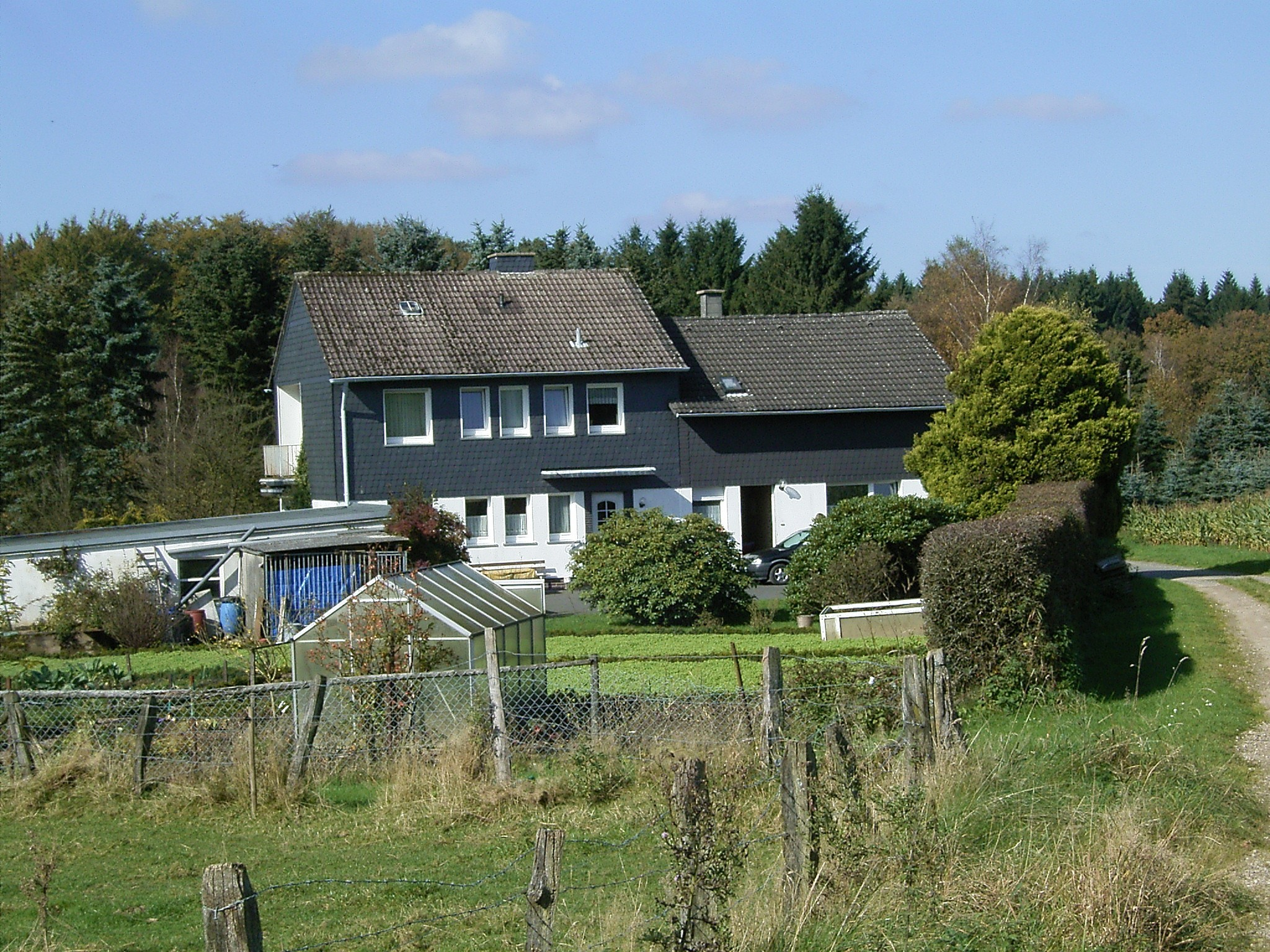
Haus in der Ortschaft Böhlefeldshaus

Böhlefeldshaus liegt im Osten von Radevormwald. Die Nachbarorte heißen Im Walde, Studberg, Winklenburg, Feldmannshaus, Grafweg, Grüne, Neuenhof und Funkenhausen. Der Ort ist über eine Stichstraße von der Bundesstraße 483 erreichbar, die zwischen Neuenhof und Grüne abzweigt.
Der Ort liegt auf der Wasserscheide zwischen der Wupper und der Ennepe. Der westlich von Böhlefeldshaus entspringende Erlenbach mündet in der Bevertalsperre, während die östlich gelegenen Quellbäche zusammen im späteren Verlauf als Borbach die Ennepetalsperre speisen.
Politisch wird der Ort durch den Direktkandidaten des Wahlbezirks 180 im Rat der Stadt Radevormwald vertreten.

## Geschichte
In der Topographischen Aufnahme der Rheinlande von 1825 ist der Ort Böhlefeldshaus eingezeichnet. Die Schreibweise lautet „Bolefeldshaus“.